# 寺園慎一
寺園 慎一（てらぞの しんいち）は、日本のテレビプロデューサー。NHKチーフプロデューサー。

## 略歴
1982年神戸大学経営学部卒業、日本放送協会（NHK）入局。NHK教養番組部チーフプロデューサーなどとして、クローズアップ現代、NHKスペシャル等を担当。2022年には「映像の世紀 バタフライエフェクト」が菊池寛賞を受賞。

## 主な作品
- 沸騰都市（制作統括） 2008年
- 56年目の失恋（制作統括） 2020年
- 映像の世紀 バタフライエフェクト（制作統括） 2022年 - 菊池寛賞

## 著書
- 『人体改造 あくなき人類の欲望』日本放送出版協会 2001年

## 出演
- 『映像の世紀を語るラジオ』NHKラジオ第1 2023年[5]